# Bolechowo-Osiedle
Bolechowo-Osiedle – wieś w Polsce położona w województwie wielkopolskim, w powiecie poznańskim, w gminie Czerwonak, na wschodnim brzegu Warty, 4,5 km na wschód-południowy wschód od Biedruska, przy drodze wojewódzkiej 196 oraz linii kolejowej 356 (Poznań – Wągrowiec – Gołańcz). Znajduje się tam siedziba firmy Solaris Bus & Coach
W latach 1975–1998 miejscowość administracyjnie należała do województwa poznańskiego.

## Gospodarka

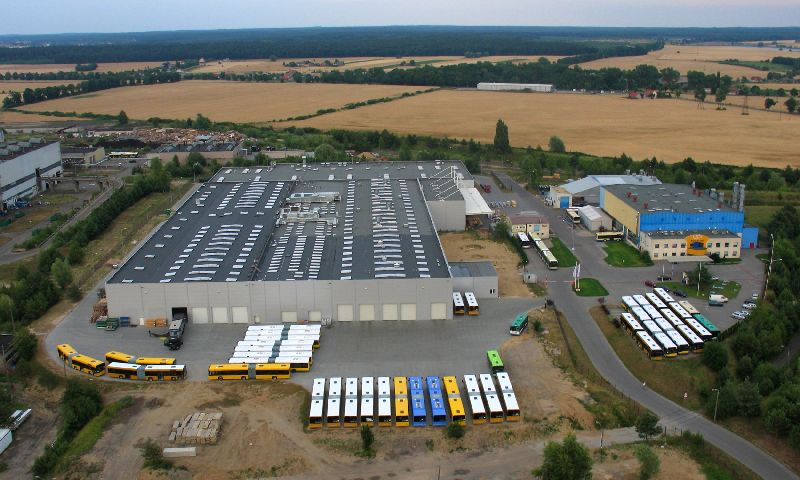
Fabryka Solaris Bus & Coach SA

Od 1996 r. w Bolechowie-Osiedlu ma siedzibę fabryka autobusów Solaris Bus & Coach S.A., początkowo nosząca nazwę Neoplan Polska.

## Edukacja
W Bolechowie-Osiedlu znajduje się Zespół Szkół im. Hansa Christiana Andersena. W miejscowości znajduje się również zespół szkół ponadgimnazjalnych im. Dezyderego Chłapowskiego.

## Sport
W Bolechowie-Osiedlu działał klub piłkarski „Krokodyle Bolechowo” grający w C-klasie.

## Historia
28 czerwca 1937 o godzinie 6.10 na stację kolejową w Bolechowie przybył królewski pociąg rumuńskiego monarchy Karola II i Wielkiego Wojewody Alba Iulia księcia Michała. Na dworcu miało miejsce uroczyste powitane przez marszałka Edwarda Śmigłego-Rydza, ministra Józefa Becka, żołnierzy 57 Pułku Piechoty Wielkopolskiej oraz miejscową ludność. Król Karol II udał się następnie samochodem na poligon w Biedrusku, gdzie wziął udział w manewrach wojska polskiego oraz w uroczystości nadania swego imienia 57 pułkowi. Pociąg królewski pozostawał w Bolechowie do powrotu króla, co nastąpiło tego dnia o godzinie 10 wieczorem.